# Phrynus exsul
Phrynus exsul är en spindeldjursart som beskrevs av Harvey 2002. Phrynus exsul ingår i släktet Phrynus och familjen Phrynidae. Inga underarter finns listade i Catalogue of Life.